# DNMT3A
La ADN (citosina-5)-metiltransferasa 3A (DNMT3A) es una enzima codificada en humanos por el gen DNMT3A.
La metilación CpG es un tipo de modificación epigenética muy importante en el proceso de embriogénesis, impronta e inactivación del cromosoma X. Estudios en ratones han demostrado que la Metilación del ADN es requerida en el desarrollo de los mamíferos. Este gen codifica una metiltransferasa de ADN que parece actuar en la metilación de novo más que en el mantenimiento de las bases metiladas. Esta proteína se localiza en el citoplasma y en el núcleo celular, y su expresión es regulada a lo largo del desarrollo. Se han descrito diversas variantes transcripcionales de este gen, que codifican diferentes isoformas de la proteína.
DNMT3A, al igual que DNMT3B, tiene actividad de DNA metiltransferasa, DNMT3L no tiene ningún dominio catalítico. Dnmt3a es esencial para el establecimiento de la impronta materna y paterna. 

### Expresión en células germinales masculinas
Las isoformas de Dnmt3a se expresan en el testículo prenatal en 15.0 dpc, y su expresión continúa en la vida postnatal temprana.

## Interacciones
La proteína DNMT3A ha demostrado ser capaz de interaccionar con:
- ZNF238[4]
- HDAC1[4]
- Myc[5]
- Proteína inhibidora de STAT2 activado[6]
- DNMT1[7]
- DNMT3B[6][8][7]
- PIAS1[6]
- UBE2I[6]
- SUV39H1[9]

## Importancia clínica
Mutación cromosómica que impliquen a DNMT3A pueden ser encontradas en pacientes con leucemia mieloide aguda.